# 小沢武夫 (陸軍軍人)
小沢 武夫（おざわ たけお、1889年（明治22年）6月25日 - 1952年（昭和27年）8月17日）は、大日本帝国陸軍軍人。最終階級は陸軍少将。

## 経歴
1889年（明治22年）に大阪府で生まれた。陸軍士官学校第23期卒業。1937年（昭和12年）8月2日に陸軍航空兵大佐に進級し、8月10日に飛行第1連隊長に就任した。1938年（昭和13年）8月に陸軍航空士官学校生徒隊長に転じた。
1940年（昭和15年）3月9日に陸軍少将に進級し、8月1日に第103教育飛行団長に就任し、1943年（昭和18年）9月に白城子陸軍飛行学校長に転じた。1944年（昭和19年）6月20日に大刀洗陸軍飛行学校長兼第3飛行場司令官に就任したが、12月1日に待命、12月2日に予備役に編入された。
1947年（昭和22年）11月28日、公職追放仮指定を受けた。